# Okręg Château-Thierry
Okręg Château-Thierry (fr. Arrondissement de Château-Thierry) – okręg w północno-wschodniej Francji. Populacja wynosi 72 100.

## Podział administracyjny
W skład okręgu wchodzą następujące kantony:
- Charly-sur-Marne,
- Château-Thierry,
- Condé-en-Brie,
- Fère-en-Tardenois,
- Neuilly Saint Front.